# FIRA-Pokal 1989/90
Der FIRA-Pokal 1989/90 (engl. FIRA Trophy) war ein Wettbewerb für europäische Nationalmannschaften in der Sportart Rugby Union. Es handelte sich um die 28. Ausgabe der vom Verband FIRA organisierten Rugby-Union-Europameisterschaft sowie um die 15. Ausgabe unter diesem Namen. Beteiligt waren 17 Mannschaften, die in drei Divisionen eingeteilt waren. Den Europameistertitel gewann zum 23. Mal Frankreich.

## Modus
Tabellenpunkte: Für einen Sieg gab es drei Punkte, für ein Unentschieden zwei Punkte, bei einer Niederlage einen Punkt.
Spielpunkte: 4 Punkte für einen Versuch, 2 Punkte für eine Erhöhung, 3 Punkte für einen Strafstoß, 3 Punkte für ein Dropgoal.

## Erste Division
|    | Land        | Spiele | Siege | Unent. | Ndlg. | Spiel- punkte | Diff. | Tabellen- punkte |
| -- | ----------- | ------ | ----- | ------ | ----- | ------------- | ----- | ---------------- |
| 1. | Frankreich  | 4      | 3     | 0      | 1     | 82:47         | + 35  | 10               |
| 2. | Sowjetunion | 4      | 3     | 0      | 1     | 81:59         | + 22  | 10               |
| 3. | Rumänien    | 4      | 3     | 0      | 1     | 66:55         | + 11  | 10               |
| 4. | Italien     | 4      | 1     | 0      | 3     | 67:56         | + 11  | 6                |
| 5. | Polen       | 4      | 0     | 0      | 4     | 43:122        | − 79  | 4                |

| 22. Oktober 1989 | Rumänien | 13 : 21 | Sowjetunion | Arena Zimbrilor, Baia Mare |
| 22. Oktober 1989 |          |         |             | Arena Zimbrilor, Baia Mare |

| 5. November 1989 | Sowjetunion | 15 : 12 | Italien | Nauka, Moskau |
| 5. November 1989 |             |         |         | Nauka, Moskau |

| 18. Februar 1990 | Frankreich A | 18 : 12 | Italien | Stadium municipal, Albi |
| 18. Februar 1990 |              |         |         | Stadium municipal, Albi |

| 7. April 1990 | Italien | 34 : 3 | Polen | Stadio Arturo Collana, Neapel |
| 7. April 1990 |         |        |       | Stadio Arturo Collana, Neapel |

| 14. April 1990 | Italien | 9 : 16 | Rumänien | Stadio Comunale 8 Settembre, Frascati |
| 14. April 1990 |         |        |          | Stadio Comunale 8 Settembre, Frascati |

| 14. April 1990 | Rumänien B | 25 : 19 | Polen | Stadionul Dinamo, Bukarest |
| 14. April 1990 |            |         |       | Stadionul Dinamo, Bukarest |

| 18. Mai 1990 | Frankreich A | 32 : 9 | Polen | Le Creusot |
| 18. Mai 1990 |              |        |       | Le Creusot |

| 20. Mai 1990 | Sowjetunion | 14 : 22 | Frankreich A | Nauka, Moskau |
| 20. Mai 1990 |             |         |              | Nauka, Moskau |

| 24. Mai 1990 | Frankreich | 6 : 12 | Rumänien | Stade du Moulias, Auch |
| 24. Mai 1990 |            |        |          | Stade du Moulias, Auch |

| 27. Mai 1990 | Polen | 12 : 31 | Sowjetunion | Akademia Wychowania Fizycznego, Warschau |
| 27. Mai 1990 |       |         |             | Akademia Wychowania Fizycznego, Warschau |

## Zweite Division

### Gruppe A
|    | Land     | Spiele | Siege | Unent. | Ndlg. | Spiel- punkte | Diff. | Tabellen- punkte |
| -- | -------- | ------ | ----- | ------ | ----- | ------------- | ----- | ---------------- |
| 1. | Portugal | 3      | 3     | 0      | 0     | 52:28         | + 24  | 9                |
| 2. | Marokko  | 3      | 1     | 0      | 2     | 42:38         | + 4   | 5                |
| 3. | Tunesien | 2      | 1     | 0      | 1     | 22:24         | − 2   | 4                |
| 4. | Belgien  | 2      | 0     | 0      | 2     | 18:44         | − 26  | 2                |

| 10. Februar 1990 | Tunesien | 12 : 12 * | Marokko | Stade El Menzah, Tunis |
| 10. Februar 1990 |          |           |         | Stade El Menzah, Tunis |

| 10. März 1990 | Marokko | 20 : 6 | Belgien | Stade du C.O.C., Casablanca |
| 10. März 1990 |         |        |         | Stade du C.O.C., Casablanca |

| 24. März 1990 | Portugal | 16 : 10 | Marokko | Porto |
| 24. März 1990 |          |         |         | Porto |

| 5. Mai 1990 | Tunesien | 16 : 12 | Marokko | Police Grounds, Harare |
| 5. Mai 1990 |          |         |         | Police Grounds, Harare |

| 25. Mai 1990 | Belgien | 12 : 24 | Portugal | Stade du Pachy, Waterloo |
| 25. Mai 1990 |         |         |          | Stade du Pachy, Waterloo |

| 26. Mai 1990 | Portugal | 12 : 6 | Tunesien | Estádio Universitário de Lisboa, Lissabon |
| 26. Mai 1990 |          |        |          | Estádio Universitário de Lisboa, Lissabon |

| 1990 | Belgien | abgesagt | Tunesien |  |
| 1990 |         |          |          |  |

* Das Spiel zwischen Tunesien und Marokko wurde nicht gewertet und am 5. Mai 1990 wiederholt.

### Gruppe B
|    | Land             | Spiele | Siege | Unent. | Ndlg. | Spiel- punkte | Diff. | Tabellen- punkte |
| -- | ---------------- | ------ | ----- | ------ | ----- | ------------- | ----- | ---------------- |
| 1. | Spanien          | 4      | 3     | 1      | 0     | 76:45         | + 31  | 11               |
| 2. | Niederlande      | 4      | 3     | 0      | 1     | 101:51        | + 50  | 10               |
| 3. | Deutschland      | 4      | 2     | 0      | 2     | 86:50         | + 36  | 9                |
| 4. | Tschechoslowakei | 4      | 0     | 1      | 3     | 45:98         | − 53  | 8                |
| 5. | Bulgarien        | 4      | 1     | 0      | 3     | 37:101        | − 64  | 5                |

| 17. September 1989 | Deutschland | 6 : 12 | Niederlande | Fritz-Grunebaum-Sportpark, Heidelberg |
| 17. September 1989 |             |        |             | Fritz-Grunebaum-Sportpark, Heidelberg |

| 29. Oktober 1989 | Spanien | 29 : 15 | Niederlande | Estadio Nacional Universidad Complutense, Madrid |
| 29. Oktober 1989 |         |         |             | Estadio Nacional Universidad Complutense, Madrid |

| 4. März 1990 | Niederlande | 45 : 10 | Bulgarien | Gemeentelijk Sportpark Hilversum, Hilversum |
| 4. März 1990 |             |         |           | Gemeentelijk Sportpark Hilversum, Hilversum |

| 18. März 1990 | Spanien | 19 : 8 | Deutschland | Estadio Nacional Universidad Complutense, Madrid |
| 18. März 1990 |         |        |             | Estadio Nacional Universidad Complutense, Madrid |

| 18. März 1990 | Tschechoslowakei | 6 : 29 | Niederlande | Brno |
| 18. März 1990 |                  |        |             | Brno |

| 22. April 1990 | Bulgarien | 12 : 40 | Deutschland | Nationale Sportakademie „Wassil Lewski“, Sofia |
| 22. April 1990 |           |         |             | Nationale Sportakademie „Wassil Lewski“, Sofia |

| 29. April 1990 | Tschechoslowakei | 22 : 22 | Spanien | Areál Jana Navrátila, Vyškov |
| 29. April 1990 |                  |         |         | Areál Jana Navrátila, Vyškov |

| 5. Mai 1990 | Deutschland | 32 : 7 | Tschechoslowakei | Stadion am Bischofsholer Damm, Hannover |
| 5. Mai 1990 |             |        |                  | Stadion am Bischofsholer Damm, Hannover |

| 3. Juni 1990 | Bulgarien | 15 : 10 | Tschechoslowakei | Nationale Sportakademie „Wassil Lewski“, Sofia |
| 3. Juni 1990 |           |         |                  | Nationale Sportakademie „Wassil Lewski“, Sofia |

| 1990 | Bulgarien | 0 : 6 | Spanien |  |
| 1990 | (forfait) |       |         |  |

### Finale
| 28. August 1990 | Spanien | 29 : 6 | Portugal | Estadio Chapina, Sevilla |
| 28. August 1990 |         |        |          | Estadio Chapina, Sevilla |

Spanien steigt in die erste Division auf.

## Dritte Division
|    | Land        | Spiele | Siege | Unent. | Ndlg. | Spiel- punkte | Diff. | Tabellen- punkte |
| -- | ----------- | ------ | ----- | ------ | ----- | ------------- | ----- | ---------------- |
| 1. | Andorra     | 2      | 2     | 0      | 0     | 35:9          | + 26  | 6                |
| 2. | Jugoslawien | 2      | 1     | 0      | 1     | 31:15         | + 16  | 4                |
| 3. | Luxemburg   | 2      | 0     | 0      | 2     | 12:54         | − 42  | 2                |

| 29. April 1990 | Andorra | 29 : 6 | Luxemburg | Camp del Consell, Andorra la Vella |
| 29. April 1990 |         |        |           | Camp del Consell, Andorra la Vella |

| 13. Mai 1990 | Luxemburg | 6 : 28 | Jugoslawien | Josy-Barthel-Stadion, Luxemburg |
| 13. Mai 1990 |           |        |             | Josy-Barthel-Stadion, Luxemburg |

| 20. Mai 1990 | Jugoslawien | 3 : 9 | Andorra | Stadion Stari plac, Split |
| 20. Mai 1990 |             |       |         | Stadion Stari plac, Split |